# Сурочки
Сурочки — село в составе Покровского сельсовета Гагинского района Нижегородской области.

## География
Находится в 10 км на восток от Гагино. По территории села Сурочки протекает ручей Новаженка - правый приток реки Пьяна.

## Название
Скорее всего, название происходит от того, что близ села в прошлом встречались сурки (редкие для этих мест звери). Также возможно, что название происходит от одного из диалектов мордовской подгруппы языков.

## Внутреннее деление
Состоит из 2-х улиц: Заречной и Мира.

## Население
| 2002 | 2010 |
| ---- | ---- |
| 70   | ↘25  |